# Fahrenheit Fair Enough
A Fahrenheit Fair Enough az amerikai Telefon Tel Aviv zenekar első albuma; a Hefty! Records adta ki 2001-ben.

## Számok
1. Fahrenheit Fair Enough
2. TTV
3. Lotus Above Water
4. John Thomas on the Inside Is Nothing But Foam
5. Life Is All About Taking Things in and Putting Things Out
6. Your Face Reminds Me of When I Was Old
7. What's the Use of Feet If You Haven't Got Legs?
8. Introductory Nomenclature
9. Fahrenheit Far Away
10. Death Comes to the Girl in a Pink Suit (Bonus Track)